# キャメロンハイランド

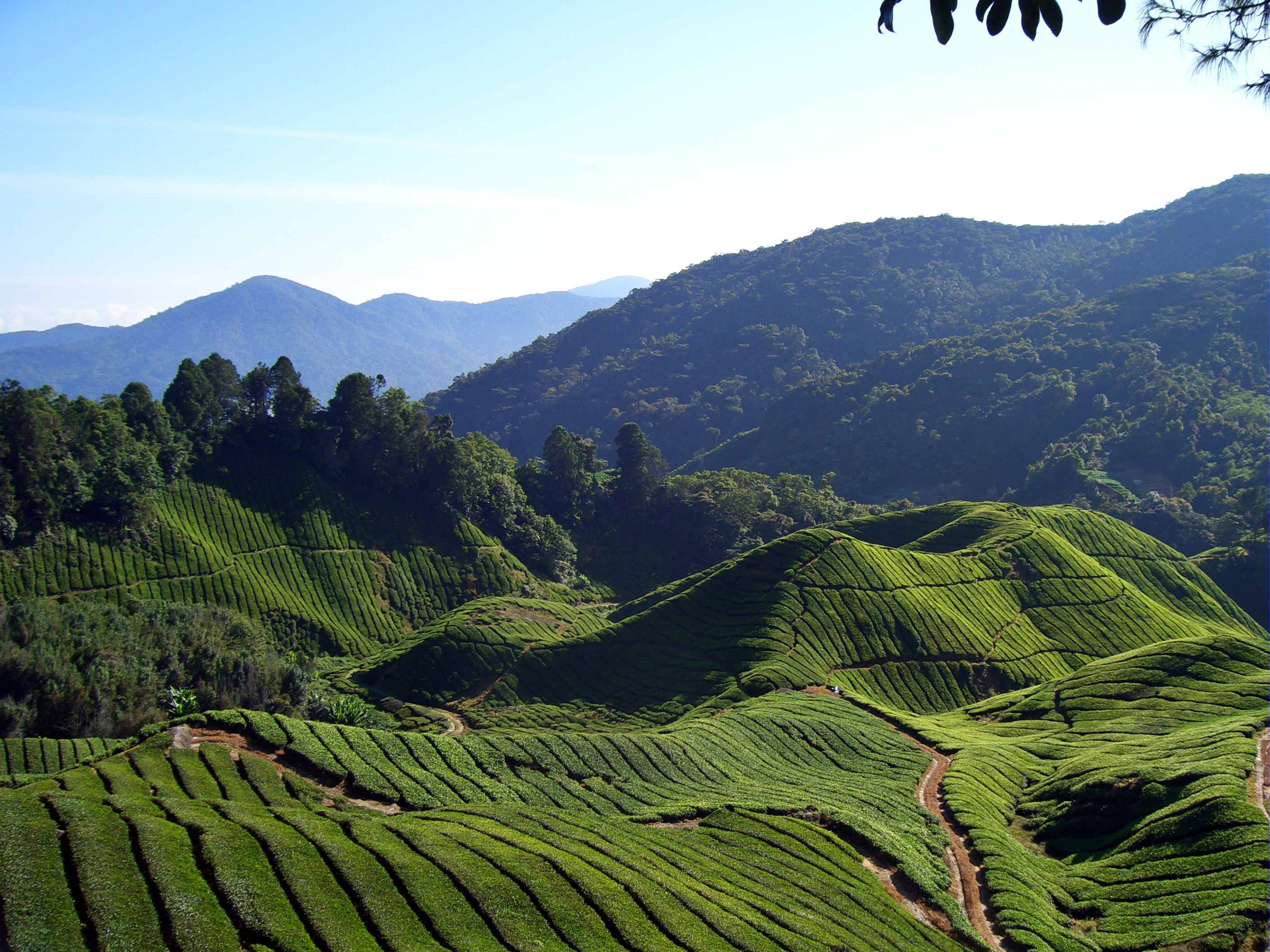
キャメロンハイランド

キャメロンハイランド（マレー語: Tanah Tinggi Cameron）は、マレーシア、イポーの北約20km、クアラルンプールの北約150kmパハン州にある高原リゾート。標高が1,500mを超えるため、年間を通じて気温が20℃前後と涼しい。
タイのシルク王として知られたジム・トンプソンが謎の失踪をとげた場所としても有名で、彼が滞在した「ムーンライト・バンガロー」は丘の上に現存する。

## 概要
英国統治時代の国土調査官、ウィリアム・キャメロンによって1885年によって開発され、その名から命名された。英国植民地時代より、丘陵を利用した茶葉生産が盛んである。現在でもマレーシア最大の茶葉生産地域であり、高原野菜などの生産も非常に盛んである。近年では年金生活者を中心として、日本人の長期滞在者も増えており、彼ら向けのコンドミニアムの建設も盛んである。街のレストランや、喫茶店、インターネットカフェなどでは、多くの日本語併記を見かける。

### 気候
熱帯に位置するマレーシアのなかでも標高が高く、1年を通して冷涼な気候である。最高気温はおおむね25℃を下回る。降水量は多く、明瞭な乾季は見られない。
| キャメロンハイランドの気候              | キャメロンハイランドの気候 | キャメロンハイランドの気候 | キャメロンハイランドの気候 | キャメロンハイランドの気候 | キャメロンハイランドの気候 | キャメロンハイランドの気候 | キャメロンハイランドの気候 | キャメロンハイランドの気候 | キャメロンハイランドの気候 | キャメロンハイランドの気候 | キャメロンハイランドの気候 | キャメロンハイランドの気候 | キャメロンハイランドの気候 |
| 月                                      | 1月                        | 2月                        | 3月                        | 4月                        | 5月                        | 6月                        | 7月                        | 8月                        | 9月                        | 10月                       | 11月                       | 12月                       | 年                         |
| --------------------------------------- | -------------------------- | -------------------------- | -------------------------- | -------------------------- | -------------------------- | -------------------------- | -------------------------- | -------------------------- | -------------------------- | -------------------------- | -------------------------- | -------------------------- | -------------------------- |
| 平均最高気温 °C （°F）                  | 21.4 (70.5)                | 22.3 (72.1)                | 23.0 (73.4)                | 23.3 (73.9)                | 23.2 (73.8)                | 22.8 (73)                  | 22.3 (72.1)                | 22.0 (71.6)                | 21.9 (71.4)                | 21.8 (71.2)                | 21.7 (71.1)                | 21.1 (70)                  | 22.2 (72)                  |
| 平均最低気温 °C （°F）                  | 14.6 (58.3)                | 14.6 (58.3)                | 15.2 (59.4)                | 15.8 (60.4)                | 16.1 (61)                  | 15.6 (60.1)                | 15.2 (59.4)                | 15.3 (59.5)                | 15.3 (59.5)                | 15.3 (59.5)                | 15.3 (59.5)                | 14.9 (58.8)                | 15.3 (59.5)                |
| 雨量 mm （inch）                        | 95.3 (3.752)               | 144.0 (5.669)              | 220.6 (8.685)              | 257.5 (10.138)             | 273.5 (10.768)             | 174.4 (6.866)              | 173.2 (6.819)              | 229.5 (9.035)              | 278.4 (10.961)             | 373.0 (14.685)             | 316.8 (12.472)             | 209.8 (8.26)               | 2,746 (108.11)             |
| 平均降雨日数 （≥1.0 mm）                | 11                         | 11                         | 16                         | 17                         | 18                         | 13                         | 14                         | 16                         | 20                         | 23                         | 21                         | 17                         | 197                        |
| 出典：World Meteorological Organization |                            |                            |                            |                            |                            |                            |                            |                            |                            |                            |                            |                            |                            |

## 交通

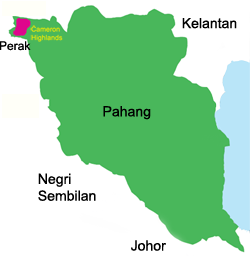
位置

クアラルンプールとイポーからのバスが、タナ・ラータにあるバスターミナルから発着する。
- クアラルンプールのプドゥラヤ・バスターミナルから高速バスで約4～5時間。
- イポーから高速バスで約2時間。

## 宿泊
- エクアトリアル・キャメロンハイランド
- キャメロンハイランドリゾート
- スモークハウスホテル
- ヘリテイジホテル
- ストロベリーパーク
- ファーザーズ・ゲストハウス

## 観光
- ボー・ティー・ガーデン
- ストロベリーファーム
- バタフライファーム
- カクタスバレー
- 三宝寺(SAN POH TEMPLE) （松本清張の小説「熱い絹」の大詰めの舞台となった場所）
- 原住民村
- ブリンチャン山